# Felipão (cantor)
Felipe Aragão Gurgel (Campina Grande, 31 de agosto de 1983), mais conhecido apenas como Felipão, é um cantor brasileiro de forró eletrônico.

## Biografia
Nasceu no estado da Paraíba, e um tempo depois se mudou para Fortaleza, capital do estado do Ceará, onde morou por vários anos. Por ter interesse pela música, aos dezesseis anos iniciou suas atividades de músico. Foi um dos fundadores do Aviões do Forró, apesar de ter sido substituído logo nos primeiros meses por Xand Avião. Trabalhou com bandas que alcançaram pouca notoriedade, até fundar o Forró Moral. Com os sucessivos shows e compromissos da banda, Felipão conta em sua biografia que não tinha paz e, segundo ele, se tornou alcoólatra.
Anos depois, deixou a banda a qual fazia parte, se converteu e se tornou evangélico. Em 2010, lançou seu primeiro disco solo, O Novo Tempo, tendo características do canto congregacional, um estilo distinto do que usava em sua banda, o forró. Felipão conta que, durante esse tempo sentiu repulsa ao gênero.
Entretanto, o cantor retornou às origens, e com seu contrato com a gravadora cristã Graça Music em 2011, lançou o álbum É Desse Jeito, trazendo o forró como gênero principal, tendo a regravação do hit "Deus da Minha Vida", com a participação de Thalles Roberto. Após três meses do lançamento, o trabalho já havia vendido mais de quarenta mil cópias, recebendo disco de ouro.[carece de fontes?]
No início de 2017, após sete anos se dedicando exclusivamente a carreira gospel, Felipão retornou ao forró secular.

## Discografia
- 2010: O Novo Tempo
- 2011: É Desse Jeito
- 2012: Transformação
- 2014: Abençoado
- 2017: Felipão